# Statte
Statte é uma comuna italiana da região da Puglia, província de Taranto, com cerca de 14.502 habitantes. Estende-se por uma área de 92 km², tendo uma densidade populacional de 158 hab/km². Antiga fração do município de Taranto, após um referendo plebiscito de 7 e 8 de junho de 1992 tornou-se autônoma (oficialmente a partir de 1 de maio de 1993) e é, portanto, o município mais jovem da província. Faz fronteira com Crispiano, Massafra, Montemesola, Taranto.

## Demografia
| Variação demográfica do município entre 1991 e 2011                               |
|                                                                                   |
| Fonte: Istituto Nazionale di Statistica (ISTAT) - Elaboração gráfica da Wikipedia |